# Плавильний комплекс у Маунт-Айза

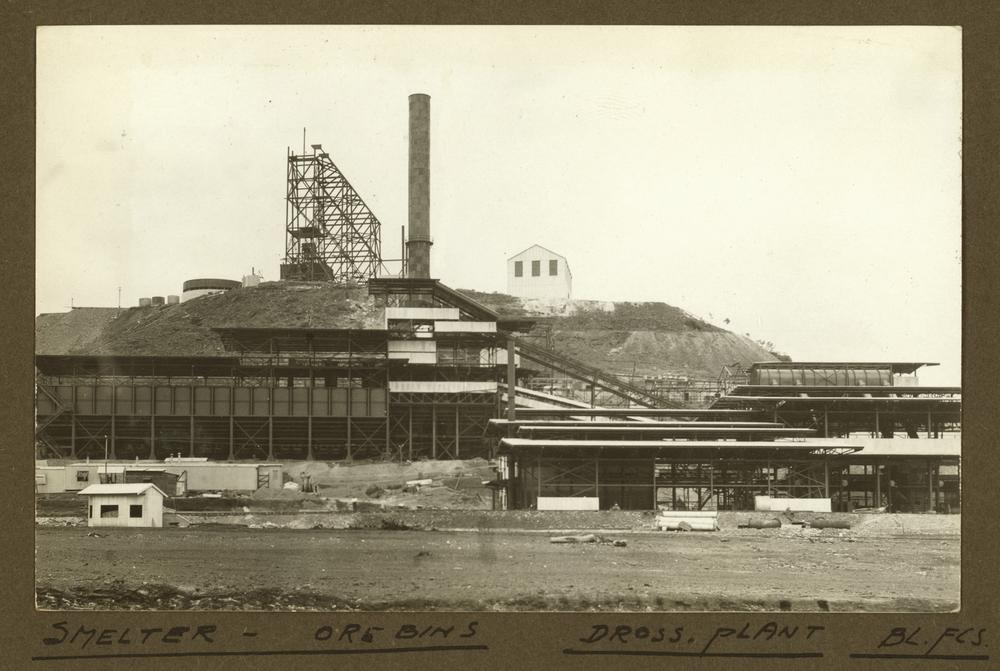
1932 рік. Загальний вигляд свинцеплавильного заводу, видно перший димар на пагорбі над головним майданчиком

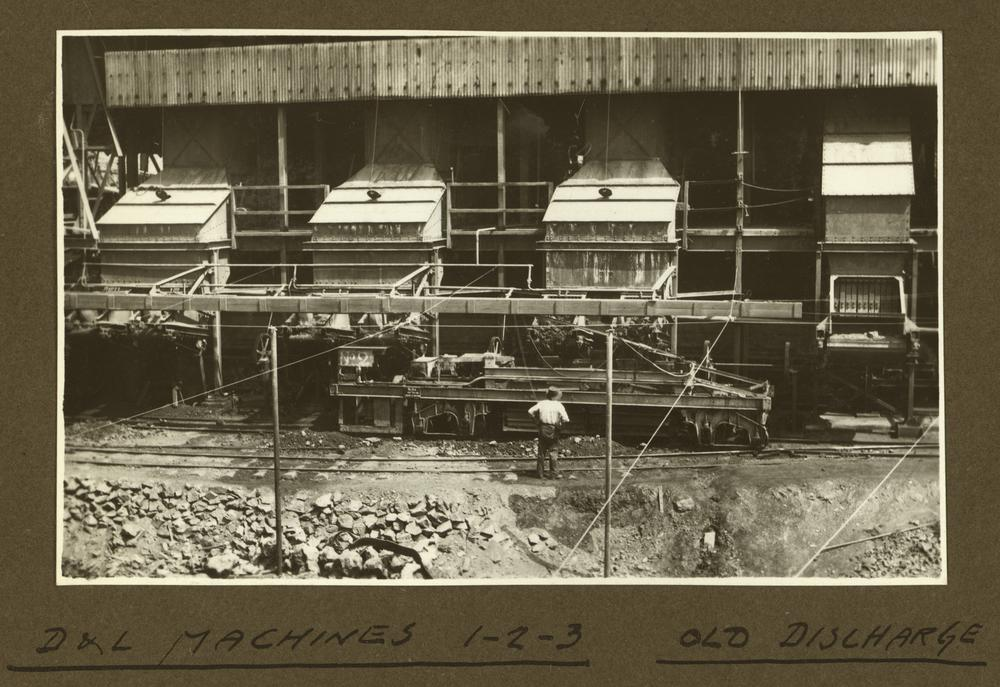
Агломераційна машина Дуайта-Ллойда, 1932 рік

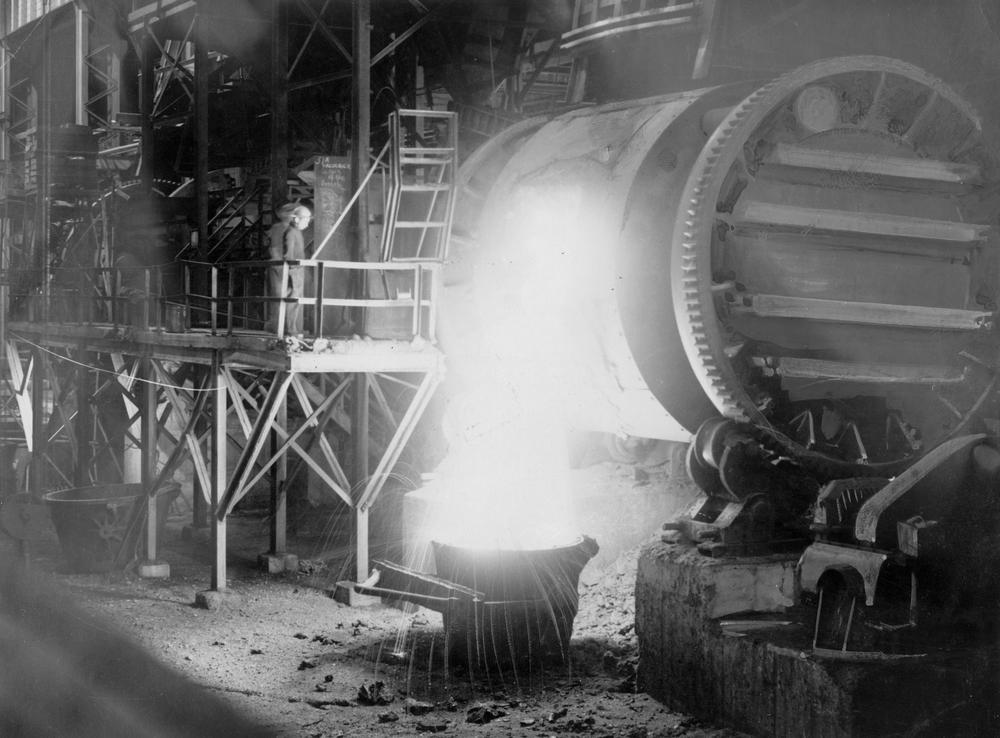
Один з цехів комплексу, конвертер Пірса-Сміта, 1954 рік

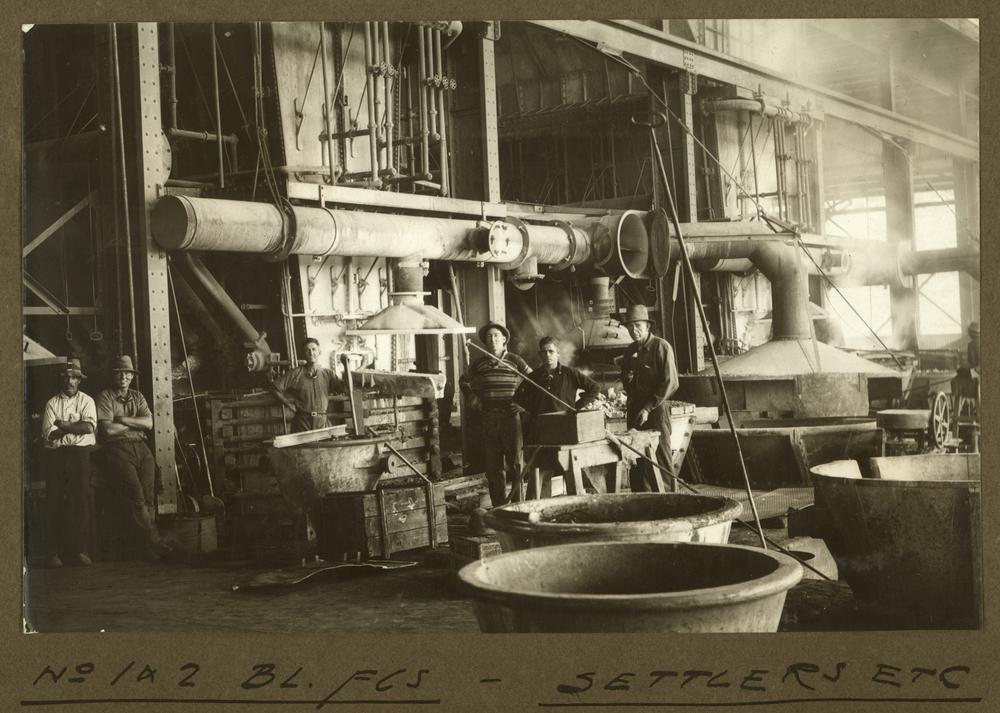
Один з цехів комплексу, домни 1—2, 1932 рік

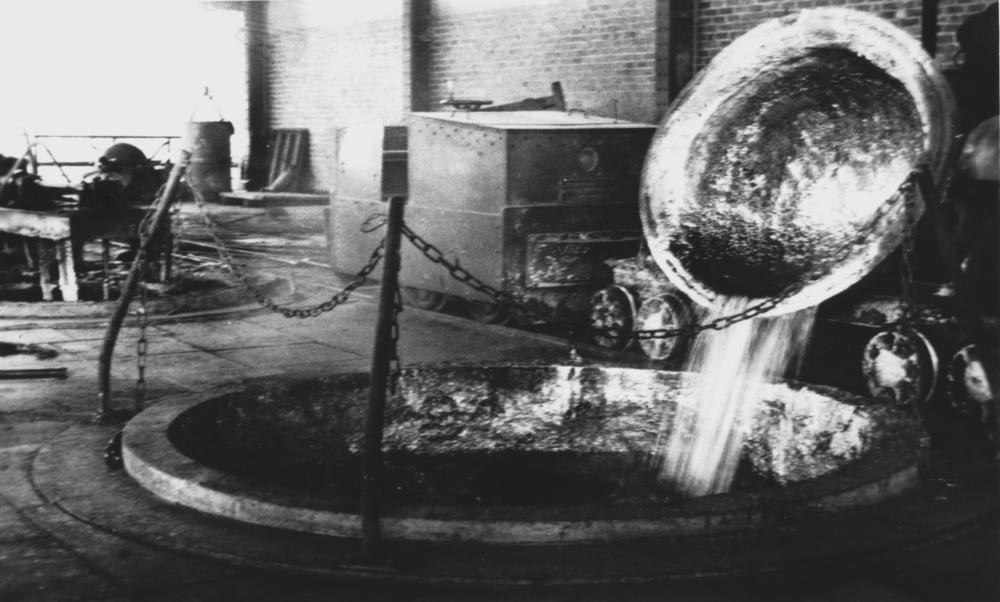
Розлив свинцю, 1932 рік

Плавильний комплекс у Маунт-Айза — виробничий майданчик на північному сході Австралії.

## Свинцеплавильний завод
Розвиток гірничодобувного комплексу Маунт-Айза почався з розробки покладів свинцевих руд, при цьому в 1929—1931 роках спорудили свинцеплавильне виробництво (яке переробляло концентрат зі збагачувальної фабрики Маунт-Айза). Руда проходила підготовку на агломераційних машинах після чого плавилась у доменних печах. Потужність заводу становила 40 тисяч тонн свинцю на рік.
У часи Другої світової війни на тлі суттєвої нестачі міді вирішили задіяти для її випуску комплекс Маун-Айза. Як наслідок, у першій половині квітня 1943-го плавильний завод перевели на роботу з мідною рудою, для чого в межах модифікації використали певне обладнання з закритих рудників Курідала, Маунт-Катберт та Маунт-Елліот. Потужність цього виробництва становила 12 тисяч тонн міді на рік. В травні 1946-му завод повернули до роботи зі свинцевою рудою.
Наприкінці 1950-х завдяки підвищенню вмісту свинцю в концентраті та вдосконаленню доменної технології вдалось збільшити річну потужність заводу до 60 тисяч тонн. Подальші заходи з модернізації, зокрема заміна в 1967-му восьми малих агломераційних машин на одну сучасну, дозволили довести цей показник до 120 тисяч тонн на рік. Як наслідок, якщо на випуск першого мільйона тонн свинцю знадобилось 28 років, то показник у два мільйони тонн був досягнутий вже у 1972-му, а випуск третього мільйона припав на 1980-й.
У 1983-му ввели в дію експериментальну установку, що до 1990 року випускала свинець за іноваційною технологією ISASMELT (отримала назву саме через її розробку власником копальні Маунт-Айза) та могла переробляти 10 тонн концентрату на годину. ISASMELT замінює комбінацію агломераційної машини та домни на плавку концентрату у спеціальній печі, при цьому більша частина енергії, необхідної для нагрівання та плавлення вихідних матеріалів, одержується від реакції кисню з сіркою в концентраті. У 1991-му запустили повноцінну плавильну установку ISASMELT продуктивністю 60 тисяч тонн свинцю на рік, що дозволило довести загальну потужність майданчика до 210 тисяч тонн на рік (при цьому потужність секції агломераційна машина/домна зменшили з 170 до 150 тисяч тонн на рік для дотримання обмежень на шкідливі викиди).
У 1993-му досягли рекордного фактичного випуску на рівеі 206 тисяч тонн, втім, уже в 1996-му свинцеплавильну установку ISASMELT вивели з експлуатації, після чого продукування свинцю продовжили за старою технологією з номінальною потужністю у 160 тисяч тонн на рік.
Завод випускає свинцеві зливки з чистотою 99,6 %, які відправляються до Великої Британії для завершального рафінування.
Станом на 2021 рік накопичений випуск свинцю за 90 років з початку діяльності досягнув 9,2 млн тонн.

## Мідеплавильний завод
Проведений під час Другої світової війни експеримент з плавкою мідної руди виявився для BHP настільки привабливим, що, попри ухвалене всього за кілька місяців рішення уряду про повернення до попереднього профілю діяльності, власник майданчика добився відтермінування його реалізації на строк, допоки не спливуть шість місяців після завершення війни. У підсумку почалась розробка проєкту спорудження окремого мідеплавильного заводу, який став до ладу в 1953 році (із живленням від нової збагачувальної фабрики мідних руд). Основне обладнання на той час становили дві багатоподові жаровні (для кальцинування руди), ревербераційна піч на вугіллі (провадила плавку на мідний штейн) та два конвертери Пірса-Сміта, що за проєктом дозволяло щодобово випускати 50 тонн чорнової міді (18 тисяч тонн на рік). Фактичний випуск був навіть більший і за перші 3 роки та 5 місяців видали 71 тисячу тонн міді, а в 1957-му вийшли на рівень у 85 тонн на добу.
Доволі швидко почались розширення та модернізація, унаслідок чого зросла кількість жаровень (до шести), конвертерів та в 1962-му додалась друга ревербераційна піч, що збільшувало потужність до 100 тисяч тонн на рік.

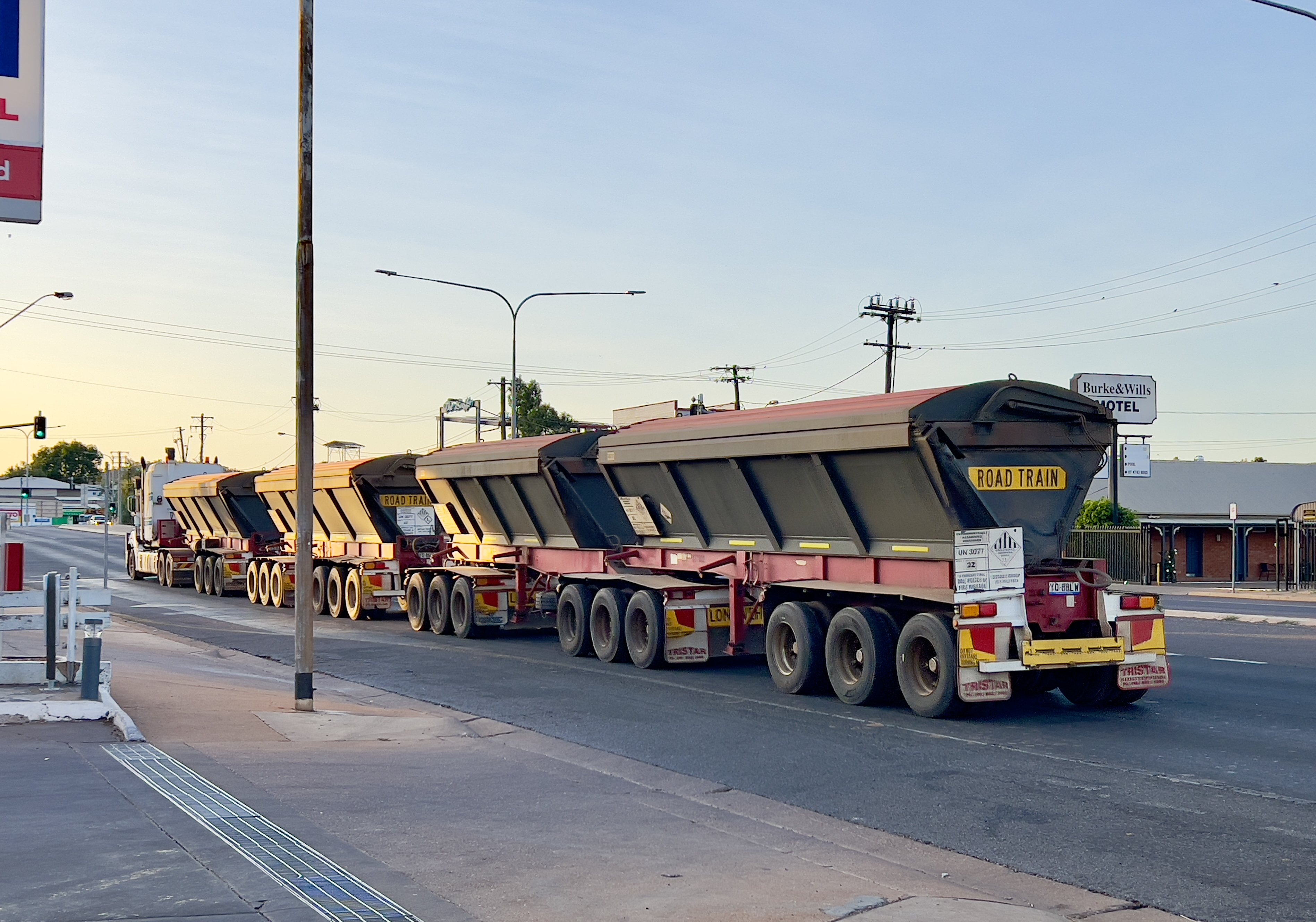
Автопоїзд у Маунт-Айзі

У 1973-му замість багатоподових жаровень ввели в дію жаровню зі псевдозрідженим шаром, що дозволило в 1975-му досягнути пікового випуску чорнової міді у 160 тисяч тонн.
Більше двох десятиліть чорнова мідь відправлялась для подальшої переробки на завод у Таунсвіллі, допоки в 1979-му у Маунт-Айза не запустили дві обертові печі, що здійснювали вогневе рафінування з випуском анодної міді (яка так само спрямовувалась для завершальної переробки до Таунсвілю). Таке рішення пояснювалось бажанням зменшити витрати на паливо, оскільки анодні печі в Таунсвіллі споживали нафту, тоді як в Маунт-Айза чорнова мідь могла надходити у піч для вогневого рафінування прямо з конвертеру у розплавленому вигляді. 
У 1987-му мідеплавильне виробництво також отримало експериментальну установку ISASMELT, що могла споживати до 20 тонн концентрату на годину. І в цьому випадку результати дозволили в 1992-му запустити повноцінну установку ISASMELT продуктивністю 180 тисяч тонн міді на рік, яка потребувала 0,7 млн тонн концентрату на рік.
Певний час стара технологічна схема жаровня/ревербераційна плавка й далі діяла, проте в 1997-му її вивели з експлуатації, а наступного року збільшили потужність конвертера ISASMELT до 250 (або навіть 265) тисяч тонн на рік (з відповідним нарощування потужності з випуску мідних анодів). Потреба у концентраті при цьому зросла до 1 млн тонн.
З плином часу економіка мідеплавильного виробництва погіршилась настільки, що в 2011-му власник комплексу оголосив про закриття його напряму. Після отримання урядового погодження щодо більш повільного зменшення шкідливих викидів закриття відтермінували на 2016 рік. Схожу угоду уклали і в 2015-му з переносом терміну закриття на 2022 рік. Втім, мідеплавильний завод і далі працює, при цьому в 2023-му повідомили про плановане закриття виробництва у 2030 році.

## Утилізація викидів сірки

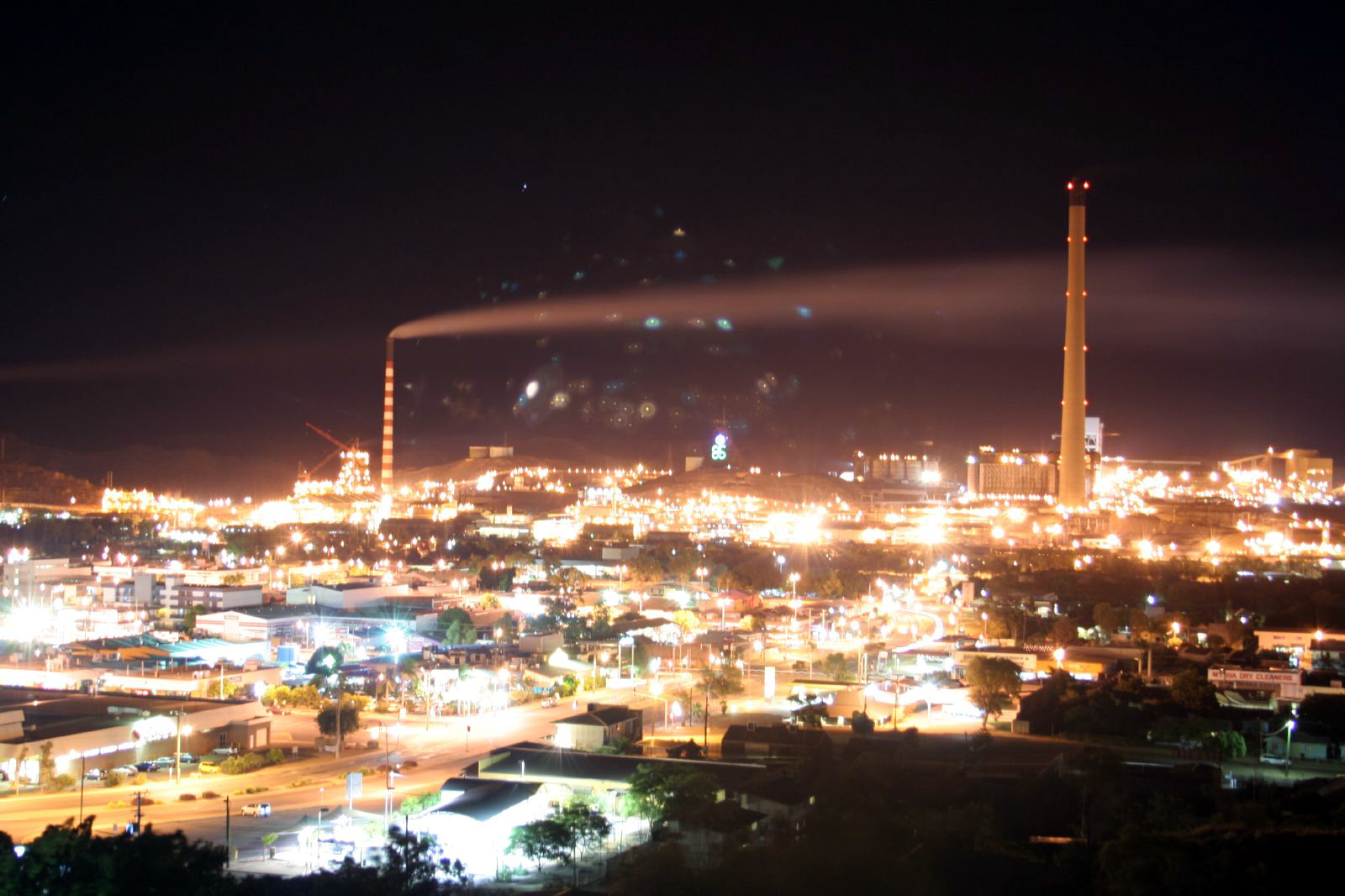
Комплекс у нічний час, видно димарі свинцеплавильного та мідеплавильного виробництв

Плавка сульфідної руди нерозривно пов'язана з утворенням великих обсягів шкідливого діоксиду сірки. Тривалий час його викидали в атмосферу, хоча й збільшували висоту димарів для кращого розсіювання:
- з 1931-го використовували встановлений на сусідньому з плавильним заводом пагорбі димар заввишки 40 метрів, який обслуговував як агломераційну, так і доменну секції;
- у 1940-му завод отримав 96-метровий димар для доменного виробництва, який після виводу в 1950-х першого димаря також працював з газами агломерації;
- при запуску в 1953-му мідеплавильного заводу він отримав димар висотою 98 метрів;
- у 1960-му для мідеплавильного виробництва додали димар заввишки 153 метра, невдовзі після чого 98-метровий вивели з експлуатації;
- у 1977—1978 роках для свинцеплавильного виробництва спорудили димар заввишки 270 метрів, що має діаметр у основі 22 метри та потребував 17,4 тисячі тонн бетону.
Нарощування потужності мідеплавильного заводу змусило в підсумку узятись за утилізацію діоксиду сірки з випуском важливого хімічного продукту — сульфатної кислоти, яка до того ж була необхідна для гірничохімічного комплексу Фосфат-Гілл, що зводився у тому ж регіоні за сотню кілометрів від Маунт-Айза. У 1999-му почав роботу цех сульфатної кислоти потужністю 4 тисячі тонн на добу (який також отримав димар для відхідних газів заввишки 110 метрів).
За проєктом очікували, що виробництво кислоти дозволить утилізувати 95 % викидів мідеплавильного заводу, або 80 % всього діоксиду сірки, що продукується комплексом Маунт-Айза. Втім, станом на кінець 2002 року вдалось вийти на рівень лише у 90 тисяч тонн на місяць, що довзоляло утилізувати 65 % викидів комплексу.

## Інфраструктура
Тривалий час необхідну для роботи гірчничо-металургійного комплексу Маун-Айза електроенергію постачала ТЕС Міка-Крік, яку в 2014-му змінила ТЕС Діамантіна.
Водопостачання комплексу забезпечують греблі Лейхгардт, Райфл-Крік та Юліус.